# Concórdia (tiểu vùng)
Concórdia là một tiểu vùng thuộc bang Santa Catarina, Brasil. Tiều vùng này có diện tích 3136 km², dân số năm 2007 là 137680 người.